# Summit (South Dakota)
Summit ist ein Dorf im Roberts County im US-Bundesstaat South Dakota. Summit eine Fläche von 1 km². Das U.S. Census Bureau hat bei der Volkszählung 2020 eine Einwohnerzahl von 288 ermittelt.

## Demografische Daten
Das durchschnittliche Einkommen eines Haushalts liegt bei 18.875 USD, das durchschnittliche Einkommen einer Familie bei 23.125 USD. Männer haben ein durchschnittliches Einkommen von 28.750 USD gegenüber den Frauen mit durchschnittlich 17.750 USD. Das Pro-Kopf-Einkommen liegt bei 9339 USD. 34,9 % der Einwohner und 28,2 % der Familien leben unterhalb der Armutsgrenze. 30,6 % der Einwohner sind unter 18 Jahre alt und auf 100 Frauen ab 18 Jahren und darüber kommen statistisch 91,2 Männer. Das Durchschnittsalter beträgt 36 Jahre. (Stand: 2000).